# 十弗車站
十弗車站（日语：／ Tōfutsu eki */?）是位於北海道中川郡豐頃町十弗寶町的北海道旅客鐵道（JR北海道）根室本線的鐵路車站。車站編號為K37。電報略號為トフ。
車站名稱來自阿伊努語的「to-put/（湖口）」。

## 歷史
- 1911年（明治44年）12月15日 - 以國有鐵道車站開始營業。一般車站。
- 1971年（昭和46年）10月2日 - 廢除貨物、行李處理。車站簡易委託化。
- 1987年（昭和62年）4月1日 - 國鐵分割民營化後，由JR北海道繼承。
- 1992年（平成4年）4月1日 - 廢除簡易委託，車站完全無人化。
- 2000年（平成12年）7月24日 - 建立10$紀念委員會。

## 車站構造
十弗車站為1面1線、單式月台的地面車站。原本為島式月台1面2線車站，在國鐵後期變成1面1線。而在月台上，設置列車接近信息設施。

## 車站周邊
位於北海道道73號及北海道道882號中間的地區。
- 十弗簡易郵政局
- 舊利別川
- 十弗澤川

## 相鄰車站
北海道旅客鐵道（JR北海道）
■根室本線
池田（K36）－（昭榮信號場）－十弗（K37）－豐頃（K38）

## 外部連結
- （日語）JR北海道 – 十弗車站（页面存档备份，存于）
- （日語）十弗車站（页面存档备份，存于）
- （日語）全驛參觀之旅（页面存档备份，存于）